# Lucius Julius Caesar (consul en -64)
Pour les articles homonymes, voir Iulius Caesar et Lucius Julius Caesar Vipsanianus.
Lucius Julius Caesar est un homme politique, sénateur et général romain de la fin de la République né en 110 av. J.-C. à Rome. Il devient consul en 64 av. J.-C., collègue de Caius Marcius Figulus. Il s'agit d'un parent éloigné de Jules César, tous deux sont issus de deux branches cousines de la gens Iulia. Ils traversèrent cependant côte à côte l'essentiel du temps des guerres civiles. Leur ancêtre commun remonte à quatre ou cinq générations. Après l'assassinat de César, il milite au sénat pour empêcher une guerre civile, en se rangeant notamment derrière Marc-Antoine, le fils de sa sœur Julia.

## Biographie

### Ascendances et origines familiales
Membre de la gens Iulia, une illustre famille patricienne de Rome, il est le fils de Lucius Julius Caesar, le consul de 90 av. J.-C. qui avait fait voter, pendant la guerre sociale, la lex Iulia de Civitate Latinis Danda qui octroya le droit de cité romain aux citoyens des villes italiennes qui n’avaient pas pris les armes contre Rome durant la guerre sociale. Il est le frère de Julia Antonia, appelée aussi Julia Caesaris et est donc l'oncle de l'homme politique et général Marc-Antoine.
Lucius Julius César avait au moins un fils, nommé Lucius. Ce dernier choisit de rejoindre le camp de Pompée au cours de la guerre civile. Après la bataille de Thapsus en 46 av. J.-C., Lucius le Jeune est assassiné par les soldats de César victorieux.

### Carrière politique et militaire

#### Au Sénat
Il commence sa carrière politique en tant que questeur de la province romaine d'Asie, en 77 av. J.-C., probablement sous la direction de Marcus Terentius Varron. En 69 av. J.-C., il est élu au collège des augures ; à la fin de l'année 67 av. J.-C., on sait qu'il a occupé le poste de préteur, ce qui permet aux historiens de faire l'hypothèse qu'il a probablement été gouverneur de rang proprétorien de la province de Macédoine entre 71 et 68 av. J.-C..
Il est par la suite élu consul en 64 av. J.-C., aux côtés de Caius Marcius Figulus. Au cours de son consulat, plusieurs lois sont passées, notamment concernant les guildes et les associations de commerçants, ainsi qu'au sujet du nombre de suivants qui pouvaient escorter un candidat lors des campagnes électorales. L'année suivante, en 63 av. J.-C., il est nommé avec son cousin, Jules César, comme duumvir perduellionis chargé d'enquêter et de mener le procès contre Caius Rabirius pour haute trahison et pour avoir participé au meurtre de Lucius Appuleius Saturninus.
Plus tard, la même année, il vote la peine de mort contre les conjurés de Catilina, y compris son propre beau-frère Publius Cornelius Lentulus Sura. En 61 av. J.-C., il est censeur, aux côtés de Caius Scribonius Curio Burbulieus.
En 52 av. J.-C., il est légat aux côtés de Jules César, en Gaule, et dirige donc une légion. Du fait de son rang d'ancien consul, il est responsable de la province de Gaule Transalpine / Gaule Narbonnaise, et commande deux légions. Il a pour rôle stratégique d'empêcher que la rébellion menée par Vercingétorix ne gagne le sud des Gaules. Après l'échec de Vercingétorix à Alésia, il reste légat de rang consulaire jusqu'en 49 av. J.-C., date à partir de laquelle la guerre civile rattrape Rome.

#### La guerre civile de Pompée et de César
Il fut alors chargé par les pompéiens, et notamment Marcus Porcius Cato, au tout début de la 2e guerre civile, en 49 av. J.-C., d'une mission de conciliation auprès de son cousin César afin de lui demander d'abandonner ses légions et son imperium proconsulaire et de se rendre à Rome pour négocier une reddition pacifique. Cette conciliation s'avère cependant un échec, et Lucius franchit le Rubicon aux côtés de César en janvier 49 av. J.-C. ; il soutient par la suite son cousin contre les pompéiens et les optimates.
Après la fuite du Sénat de Rome, il reste dans la capitale pendant que César poursuit Pompée vers la Grèce. Il reste à Rome jusqu'en 46-45, organisant le soutien de la ville pour César pendant que ce dernier traque ses adversaires en Égypte, Asie, Afrique, Espagne. Après la bataille de Pharsale, César, qui avait été entre-temps désigné dictateur par le peuple de Rome, transfère une partie de ses légions de vétérans en Italie, qui se mutinent cependant, forçant Marc-Antoine, son maître de cavalerie, à quitter la capitale pour aller s'occuper de cette question en 47 av. J.-C. ; Marc-Antoine nomme alors Lucius préfet de la ville (praefectus urbi) avec pour mission de sécuriser la ville pendant son absence. La mission de Lucius s'avère cependant rapidement un échec.

#### L'après César
L'assassinat de César en mars 44 av. J.-C. plonge à nouveau la République dans le chaos. Il tente de rester neutre et de concilier la faction des césariens les plus durs et celle des césaricides alors que les tensions augmentent considérablement les risques d'un nouveau basculement dans la guerre. Il se retire alors un temps à Naples, avant de se joindre ouvertement au camp de Cicéron en 43 av. J.-C. pour s'opposer vent debout, à la tête du Sénat, à la réforme agraire de son neveu Marc-Antoine visant à installer les vétérans de César en Italie. Il refuse cependant dans un premier temps de condamner son neveu à être déclaré ennemi public et cherche à tout prix à éviter une nouvelle guerre civile. Il tenta jusqu'au bout d'éviter le conflit armé. En mars 43 av. J.-C., il fait partie des cinq anciens consuls nommés par le Sénat pour former une délégation auprès de Marc-Antoine, assiégé à Modène, pour obtenir une trêve entre lui et Decimus Junius Brutus Albinus. Cependant la délégation est un échec lorsque Cicéron et Publius Servilius Vatia Isauricus se retirent de celle-ci. À la suite de la victoire d'Octave à Modène, Lucius César est un des premiers à militer pour que son neveu soit déclaré ennemi public. Du fait du retournement d'alliance qui s'ensuit entre Marc-Antoine et Octave, Lucius César est mis sur la liste des proscrits par les triumvirs, mais eut néanmoins la vie sauve, sa sœur Julia le prenant sous sa protection dans sa maison et imposant à son fils Marc-Antoine de fermer les yeux sur cette « illégalité ». Il attendit d'être pardonné par son neveu pour s'autoriser à reparaître en public. Il est toujours en vie en 40 av. J.-C., toujours actif en tant qu'augure.